# Pálfa
Pálfa község Tolna vármegye Paksi járásában.

## Fekvése
Tolna vármegye északi részén, a Sió mellett található. Központján a Vajtától idáig húzódó (a 63-as főútból kiágazó) 6311-es út halad keresztül, észak-déli irányú közúti kapcsolatokat a Harc-Simontornya közti 6317-es út biztosít a településnek.
Megközelíthető a 63-as főútról Vajta felől, 5 kilométeres letéréssel. A 6317-es út Simontornya felé vezető 7 kilométeres szakaszát 2013. július 17-én adták át a forgalomnak.

## Története
Pálfa az Apor nemzetség ősi birtoka volt, nevét már a tatárjárás előtt említették az oklevelek. 
A település eredeti neve Pálfalva volt, mely később Pálfára rövidült. 
1543-ban elfoglalta a török, de a magyar végvári vitézeknek időnként sikerült visszaszerezniök. 1559-ben I. Ferdinánd gróf Cseszneky Mihály és Baranyai Balázs várpalotai fővitézeknek adományozta. A 16. század második felében rác (szerb) menekültek telepedtek le a környező pusztákon. A harcokban elnéptelenedett község a 18. század elején települt újra, ettől kezdve a gróf Apponyi család birtoka volt.

## Közélete

### Polgármesterei
- 1990–1994: Balogh László (független)[3]
- 1994–1998: Balogh László (független)[4]
- 1998–2002: Balogh László (független)[5]
- 2002–2006: Bérdi Imre (független)[6]
- 2006–2010: Bérdi Imre (független)[7]
- 2010–2014: Horváth Imre (független)[8]
- 2014–2019: Horváth Imre (független)[9]
- 2019–2024: Mérei Melinda (független)[10]
- 2024– : Mérei Melinda (független)[1]

## Népesség
A település népességének változása:
| Lakosok száma | 1572 | 1576 | 1561 | 1450 | 1407 | 1435 | 1441 |
|               | 2013 | 2014 | 2015 | 2021 | 2022 | 2023 | 2024 |

A 2011-es népszámlálás során a lakosok 88,2%-a magyarnak, 9% cigánynak, 0,4% németnek, 0,4% románnak mondta magát (11,6% nem nyilatkozott; a kettős identitások miatt a végösszeg nagyobb lehet 100%-nál). A vallási megoszlás a következő volt: római katolikus 44%, református 8,4%, evangélikus 1,9%, felekezeten kívüli 26,2% (19,5% nem nyilatkozott).
2022-ben a lakosság 81,8%-a vallotta magát magyarnak, 4,5% cigánynak, 0,6% németnek, 0,4% ukránnak, 0,4% románnak, 0,2% bolgárnak, 0,1-0,1% szerbnek és ruszinnak, 1,4% egyéb, nem hazai nemzetiségűnek (17,6% nem nyilatkozott; a kettős identitások miatt a végösszeg nagyobb lehet 100%-nál). Vallásuk szerint 26,7% volt római katolikus, 5,6% református, 1,9% evangélikus, 0,6% görög katolikus, 0,1% ortodox, 0,9% egyéb keresztény, 2,6% egyéb katolikus, 16,9% felekezeten kívüli (44,6% nem válaszolt).

## Nevezetességei
- Illyés Gyula Első Iskolája Múzeum

## Ismert személyek
- Itt hunyt el Apponyi Károly (1878–1959) honvéd vezérkari alezredes, nagybirtokos, császári és királyi kamarás, főrendiházi, majd felsőházi tag.

## Külső hivatkozások
- Helyi televízió: Bogárdi TV